# Brian Smith (ciclista)
Brian Smith (Paisley, 7 de julio de 1967) fue un ciclista británico que corrió profesionalmente entre 1991 y 1996. Antes de convertirse en profesional, Smith montó para el equipo amateur francés Athletic Club de Boulogne-Billancourt . Ganó la carrera masculina profesional en el Campeonato Nacional Británico de Carreras en Ruta en 1991 y 1994, y fue subcampeón en 1992 y 1993. Compitió por Gran Bretaña en la carrera olímpica en ruta de 1996 y representó a Escocia en los Juegos de la Commonwealth en 1986, 1990 y 1998. También ganó el Grand Prix Midtbank en 1994.
Desde 2009, ha sido comentarista de carreras ciclistas para British Eurosport . También se unió al equipo de ciclismo Endura Racing como director general en 2011. Tras la fusión de Endura con el equipo de NetApp con sede en Alemania a finales de 2012 para formar NetApp–Endura, Smith fue designado inicialmente para el puesto de director general adjunto antes convirtiéndose en el Gerente de Desarrollo de Negocios del equipo. En julio de 2014, el equipo MTN–Qhubeka nombró a Brian Smith como gerente general interino hasta fin de año, ya que había participado en la formación del ahora desaparecido Cervélo TestTeam .  Además, Smith actúa como manager del piloto checo Leopold Konig . En abril de 2016, se anunció que Smith dejaría Team Dimension Data (como se había convertido MTN-Qhubeka) a fin de mes por consentimiento mutuo, y Smith explicó que su papel se había vuelto menos práctico y más centrado en administración y logística con la consecución del estatus de UCI WorldTeam por parte del equipo .
Smith es el fundador de Braveheart Cycling Fund, que se lanzó en 2003 para apoyar a los jóvenes ciclistas de carreras escoceses.

## Palmarés
1991
- Campeonato del Reino Unido en Ruta

1992
- 2º en el Campeonato del Reino Unido en Ruta

1993
- 2º en el Campeonato del Reino Unido en Ruta

1994
- Campeonato del Reino Unido en Ruta
- GP Midtbank

## Resultados en Grandes Vueltas y Campeonato del Mundo
| Carrera         | 1991 | 1992 | 1993 | 1994 | 1995 | 1996 |
| --------------- | ---- | ---- | ---- | ---- | ---- | ---- |
| Giro de Italia  | -    | -    | -    | 84.º | -    | -    |
| Tour de Francia | -    | -    | -    | -    | -    | -    |
| Vuelta a España | -    | -    | -    | -    | -    | -    |
| Mundial en Ruta | -    | -    | -    | -    | -    | -    |